# Millepensee
Millepensee Inc. (株式会社ミルパンセ, Kabushiki gaisha Mirupanse) est un studio d'animation japonaise situé à Nerima dans la préfecture de Tokyo, au Japon, fondé en 2013.

## Histoire
Le studio a été fondé en 2013 par Naoko Shiraishi (ja), ancienne productrice chez Shaft et Gainax. Depuis sa fondation, toutes les productions de Millepensee ont été réalisées par l'ancien producteur et réalisateur de Madhouse, Shin Itagaki (ja) (à l'exception des films Wake Up, Girls!).
Le 10 février 2020, il a été annoncé que Millepensee avait formé un partenariat en septembre 2019 avec Sanzigen pour former un nouveau studio appelé IXIXI (qui se lit L-L-L) avec un capital de départ de 6 millions de yens ; Naoko Shiraishi est la directrice-représentative du nouveau studio.

## Productions

### Séries télévisées
| Année | Titre                                                                                  | Dates de 1re diffusion | Dates de 1re diffusion | Nb. éps. | Notes                                                                                              |
| Année | Titre                                                                                  | Début                  | Fin                    | Nb. éps. | Notes                                                                                              |
| ----- | -------------------------------------------------------------------------------------- | ---------------------- | ---------------------- | -------- | -------------------------------------------------------------------------------------------------- |
| 2015  | Teekyū (ja)                                                                            | 7 avril 2015           | 27 septembre 2017      | 72       | Suite de l'adaptation du manga écrit par Roots et dessiné par Piyo (saison 4 à 9).                 |
| 2015  | Takamiya nasuno desu! (ja)                                                             | 7 avril 2015           | 23 juin 2015           | 12       | Basée sur la série dérivée de manga de Teekyū écrite par Roots et dessinée par Piyo.               |
| 2016  | Usakame (ja)                                                                           | 12 avril 2015          | 28 juin 2016           | 12       | Basée sur la série dérivée de manga de Teekyū écrite par Roots et dessinée par Piyo.               |
| 2016  | Berserk                                                                                | 1er juillet 2016       | 23 juin 2017           | 24       | Suite de Berserk : L'Âge d'or basée sur le manga éponyme de Kentarō Miura ; coproduite avec GEMBA. |
| 2017  | Wake Up, Girls! New Chapter                                                            | 9 juillet 2017         | 24 septembre 2017      | 12       | Projet original basé sur la franchise du même nom.                                                 |
| 2019  | Cop Craft                                                                              | 9 juillet 2019         | 1er octobre 2019       | 12       | Basée sur la série de light novel écrite par Shōji Gatō et illustrée par Range Murata.             |
| 2021  | So I'm a Spider, So What?                                                              | 8 janvier 2021         | 3 juillet 2021         | 24       | Basée sur la série de light novel écrite par Okina Baba et illustrée par Tsukasa Kiryu.            |
| 2025  | Okitsura: Fell in Love with an Okinawan Girl, but I Just Wish I Knew What She's Saying | 5 janvier 2025         | 23 mars 2025           | 12       | Basée sur la série de manga écrite par Okina Baba et illustrée par Egumi Sora.                     |

### Films d'animation
| Année | Titre                             | Date de sortie    | Notes                                                                  |
| ----- | --------------------------------- | ----------------- | ---------------------------------------------------------------------- |
| 2015  | Wake Up, Girls! Seishun no kage   | 25 septembre 2015 | Suite de la série télévisée Wake Up, Girls! ; coproduction avec Ordet. |
| 2015  | Wake Up, Girls! Beyond the Bottom | 11 décembre 2015  | Suite de Wake Up, Girls! Seishun no kage ; coproduction avec Ordet.    |

### OAV
| Année | Titre                      | Date(s) de sortie           | Notes                                                                        |
| ----- | -------------------------- | --------------------------- | ---------------------------------------------------------------------------- |
| 2015  | Teekyū (ja)                | 28 août 2015 - 17 mars 2017 | 2 épisodes non diffusés publiés avec les coffrets Blu-ray des saisons 4 à 8. |
| 2015  | Takamiya nasuno desu! (ja) | 28 août 2015                | Épisode non diffusé publié avec le coffret Blu-ray de la série.              |
| 2016  | Usakame (ja)               | 26 août 2016                | Épisode non diffusé publié avec le coffret Blu-ray de la série.              |